# Książę Buckingham

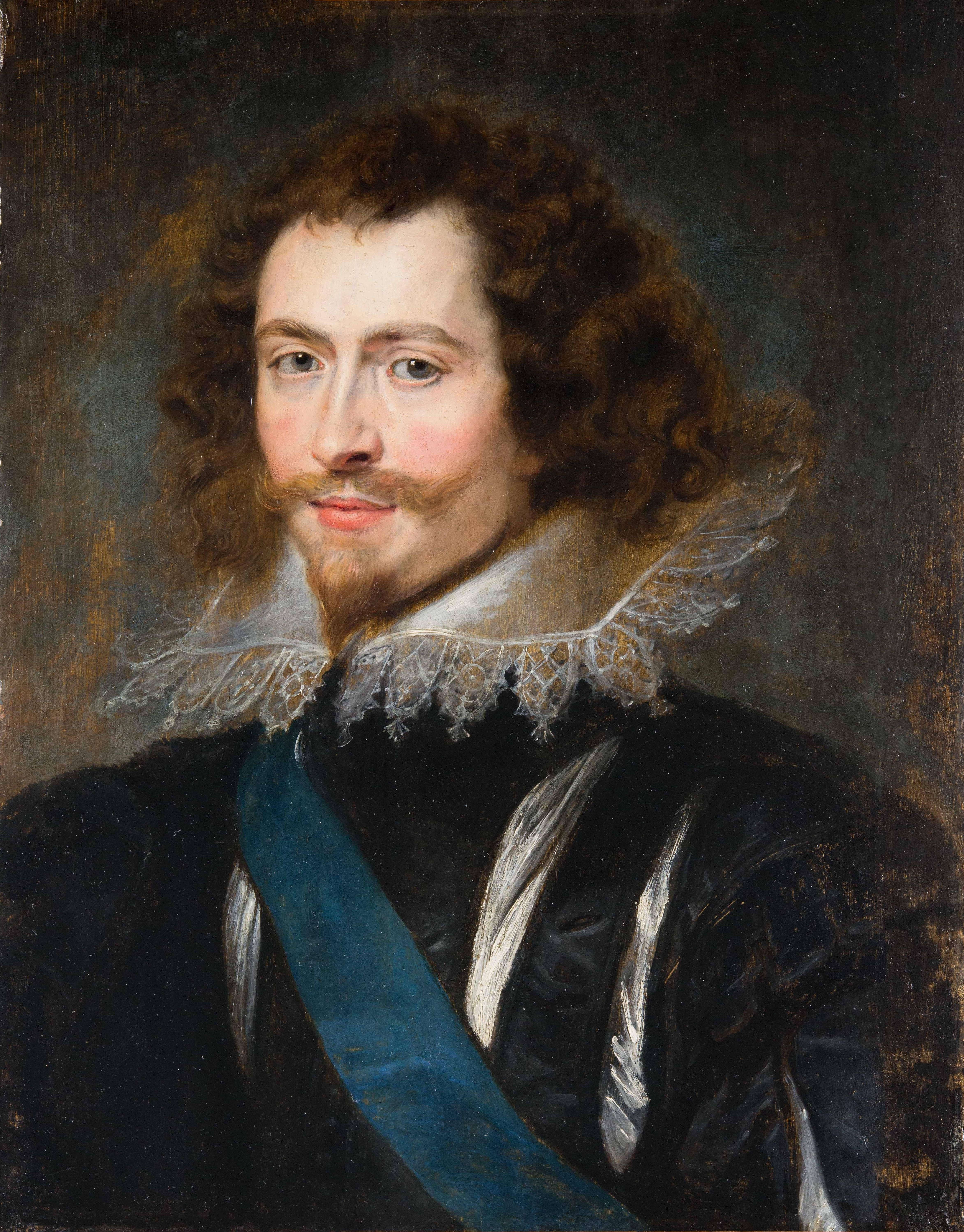
George Villiers, 1. książę Buckingham

Baronowie Stafford 1. kreacji (parostwo Anglii)
- 1299–1308: Edmond de Stafford, 1. baron Stafford
- 1308–1372: Ralph Stafford, 2. baron Stafford

Hrabiowie Stafford 1. kreacji (parostwo Anglii)
- 1351–1372: Ralph Stafford, 1. hrabia Stafford
- 1372–1386: Hugh Stafford, 2. hrabia Stafford
- 1386–1392: Thomas Stafford, 3. hrabia Stafford
- 1392–1395: William Stafford, 4. hrabia Stafford
- 1395–1403: Edmund Stafford, 5. hrabia Stafford
- 1403–1460: Humphrey Stafford, 6. hrabia Stafford

Książęta Buckingham 1. kreacji (parostwo Anglii)
- 1444–1460: Humphrey Stafford, 1. książę Buckingham
- 1460–1483: Henry Stafford, 2. książę Buckingham
- 1485–1521: Edward Stafford, 3. książę Buckingham

Książęta Buckingham 2. kreacji (parostwo Anglii)
- dodatkowe tytuły: markiz Buckingham, hrabia Buckingham, hrabia Coventry, wicehrabia Villiers, baron Whaddon
- 1623–1628: George Villiers, 1. książę Buckingham
- 1628–1687: George Villiers, 2. książę Buckingham

Książęta Buckingham i Normanby (parostwo Anglii)
- patrz: książę Buckingham i Normanby

Książęta Buckingham i Chandos (parostwo Zjednoczonego Królestwa)
- patrz: wicehrabia Cobham